# Albaicín

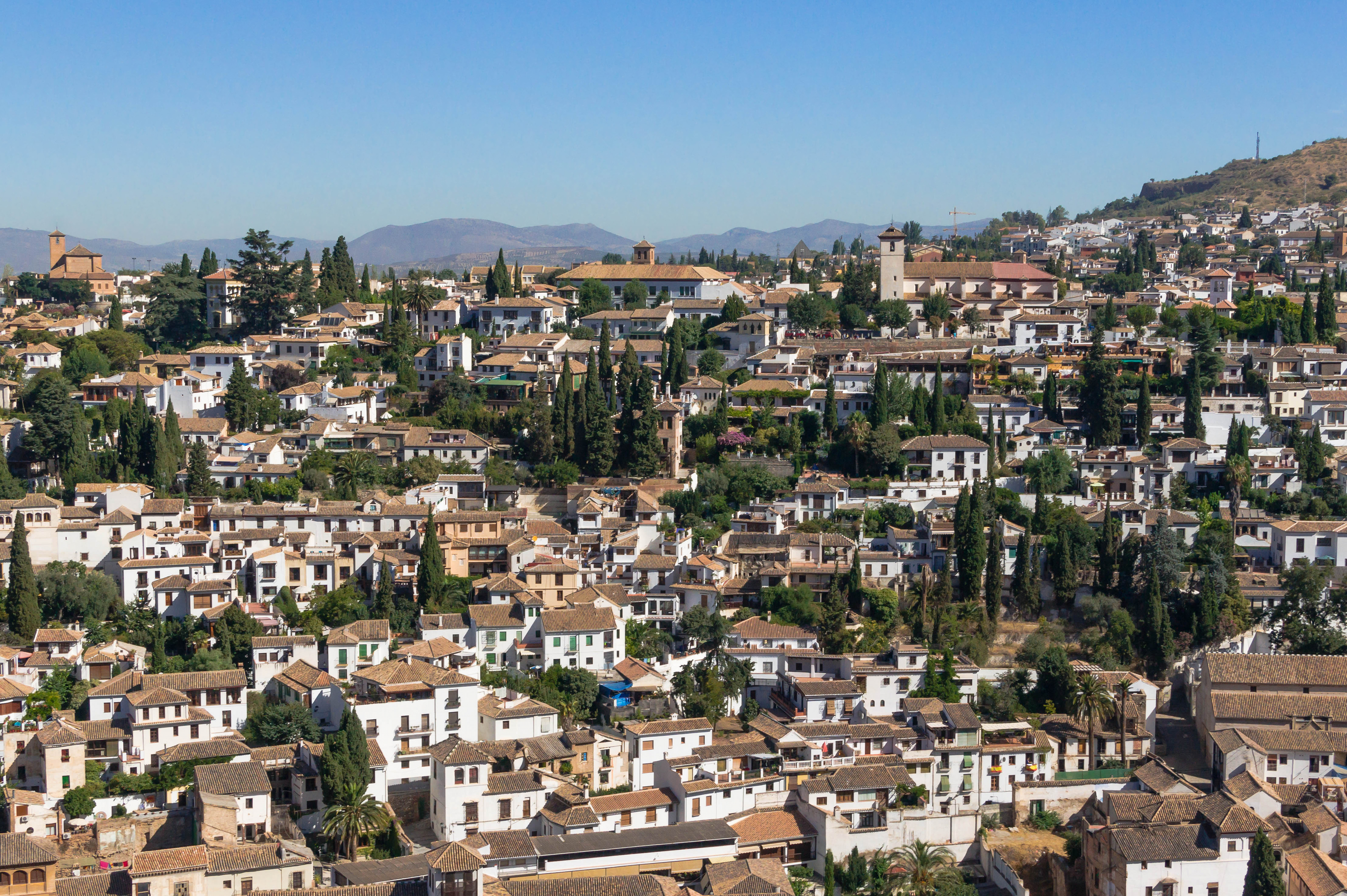
Vista do Albaicín desde a Alhambra

O Albaicín (ou Albayzín) é um bairro da cidade espanhola de Granada, situado a uma altitude de 700 a 800 m, numa colina vizinha da Alhambra.

## História
Começou por um povoamento dos iberos, e existiu como povoamento romano disperso. Não há dados de ocupação islâmica anterior à chegada dos zíridas, pelo que se supõe que a cidade ficou abandonada desde o final do Império Romano até à fundação da taifa zírida de Granada em 1013. Os zíridas construíram uma muralha e Alcáçova Cadima. Segundo alguns linguistas deve o seu nome actual aos povoadores da cidade de Baeza que, desterrados após a batalha de Navas de Tolosa, assentaram nesta zona de Granada fora das muralhas existentes. Outros linguistas asseguram que o topónimo vem em árabe: al-bayyāzīn, que significa "arrabalde dos falcoeiros". O facto de que na Andaluzia existam muitos outros bairros com esse nome, em Alhama de Granada, Salobreña e Huéneja (Granada), Antequera e Villanueva de Algaidas (Málaga), Baena (Córdova) e Sabiote (Jaén (província)), Sanlúcar de Barrameda (Cádis), Constantina (Sevilha), põe muito em dúvida essa tese. Também há bairros com esta denominação noutras partes de Espanha, como em Campo de Criptana (Ciudad Real), fruto da expulsão dos mouriscos após a rebelião das Alpujarras ou em Pastrana (Guadalajara), bairro este criado por Ana de Mendoza, princesa de Eboli, para acolher os mouriscos do Reino Nacérida de Granada. O certo é que Albaicín indica sempre um bairro em altura e com um povoamento peculiar desvinculado do resto da cidade.
Pelo facto de que no século XXI este bairro não seja propriamente um arrabalde não significa que na Idade Média não fosse considerado como tal. Constitui um dos núcleos antigos de Granada, juntamente com a Alhambra, Realejo e o Arrabal de BibRambla, na parte plana da cidade.
Antes da invasão muçulmana da Península Ibérica, no que hoje é a cidade de Granada e seus arredores existiam três pequenas povoações:
- Ilíberis (Elvira), que veio a ser o Albaicín e a Alcáçova Cadima.
- Castilia, perto do actual povoado de Atarfe.
- Garnata, na colina frente à Alcáçova Cadima, que era mais propriamente um bairro de Ilíberis.

Em 756, os árabes já estão na Península. É a época do "Emirado Independente". A população árabe manifesta-se em dois núcleos: o Albaicín e a Alhambra. O bairro teve a sua maior influência na época do Reino Nacérida.
O Albaicín mantém o traço e padrão urbanos do período nacérida, com ruas estreitas, numa intrincada rede que se estende da parte mais alta (San Nicolás) até ao rio Darro e rua Elvira, que se encontram na Plaza Nueva. O tipo tradicional de vivenda é chamado carmen, composto por uma moradia rodeada por um alto muro que a separa da rua e que inclui uma pequena horta ou jardim. Foi característico deste bairro a canalização e distribuição de água potável através de algibes; no total contam-se 28, dos quais uma grande maioria ainda estão em uso.

## Arquitectura

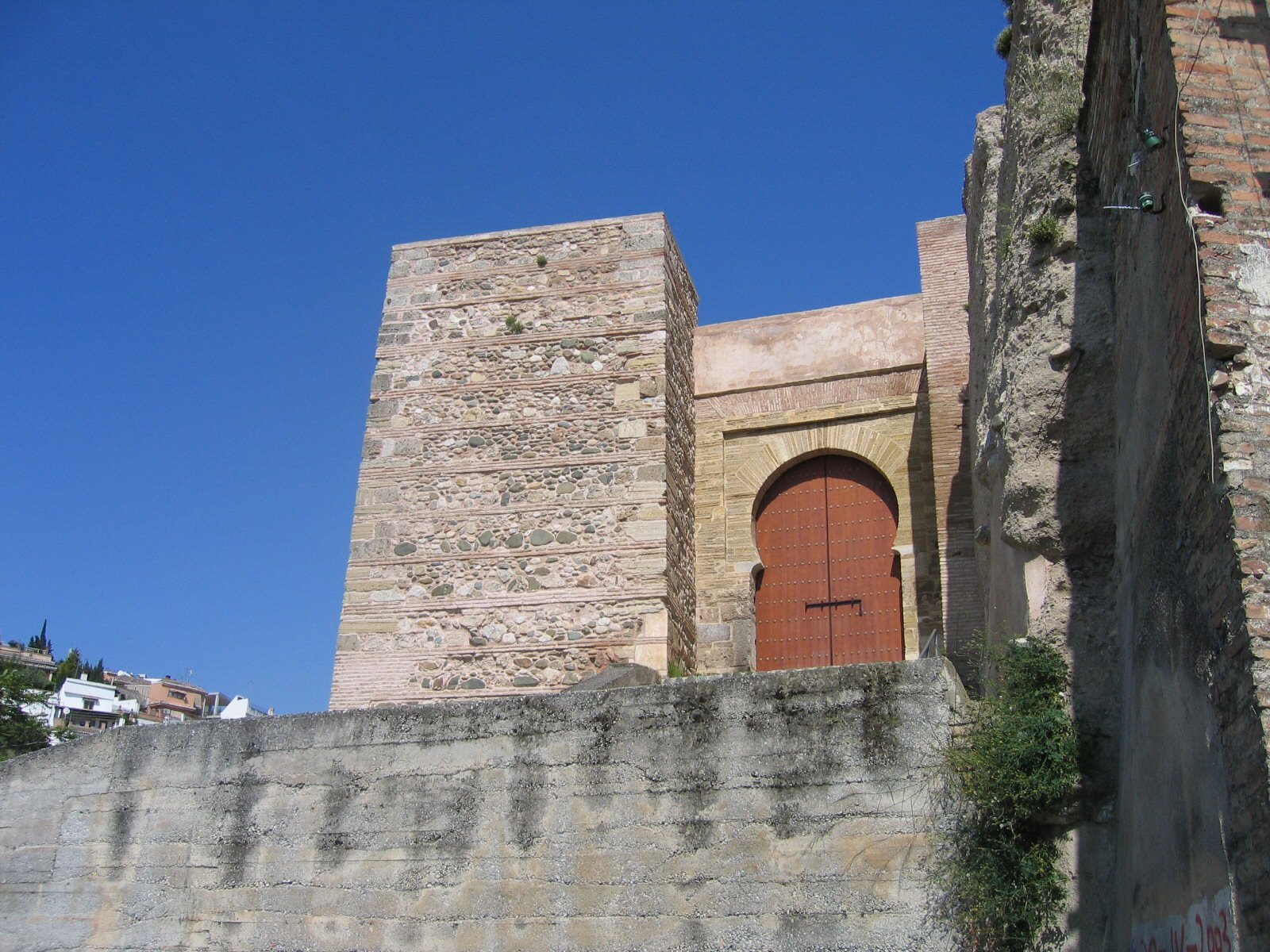
Porta Monaita

No Albaicín há numerosos monumentos e conjuntos monumentais de distintas épocas, fundamentalmente nacéridas e renascentistas:
- Muralha zírida, da Alcáçova Cadima. Arco de las Pesas ou Porta Nova
- Muralha nacérida, Porta de Fajalauza, Torres de la Alhacaba, Porta Monaita, Porta de Elvira.
- Igreja de El Salvador (antiga mesquita maior), S. Cristóbal, S. Miguel Bajo, S. José, S. Gregorio, S. Ildefonso, San Juan de los Reyes (todas antigas mesquitas).
- Palácio de Dar-Alhorra, Bañuelo, Alminar de Almorabitun. Algibe de Trillo, Casa de los Mascarones, Casa de Yanguas.
- Sta. Ana, S. Pedro, S. Cristóbal, S. Miguel alto.
- Casa de Porras, Casa del Almirante, Casa de Castril, Casa de la Lona, Casa de los Cordoba
- Real Chancelaria